# إيرني سميث (لاعب كرة قاعدة)
إيرني سميث (بالإنجليزية: Ernie Smith)‏ هو لاعب كرة قاعدة أمريكي، ولد في 11 سبتمبر 1899 في توتووا في الولايات المتحدة، وتوفي في 6 أبريل 1973 في بروكلين في الولايات المتحدة.

## وصلات خارجية
- إيرني سميث على موقعبيزبول رفرنس.كوم (الدوري الرئيسي) (الإنجليزية)
- إيرني سميث على موقعبيزبول رفرنس.كوم (الدوري الثانوي) (الإنجليزية)